# 王棠 (遼朝)
王棠（？—1094年）辽国官员。涿州新城人。擅长历史、文学。辽兴宗重熙十五年（1046年）中进士。在乡贡、礼部、廷试三次考试全部第一，为状元。
担任上京盐铁使时因受贿被捕，后查无实证被释放。改任东京户部使。大康二年（1076年），辽东发生饥荒，民众大量饿死，他要求赈济，被批准。次年（1077年），入京为枢密副使，拜南府宰相。大安十年（1094年）逝世。

## 评价
为政练达，处理事物勤勉不怠，法度修明，舆论评价很高。